# Paso (The Nini Anthem)
«Paso (The Nini Anthem)» es una canción del disc-jockey y productor español Sak Noel, con la colaboración de la cantante holandesa Esthera Sarita; que además, también cantó en la canción de «Loca People». Además, ha sido la segunda canción más exitosa de Noel, por detrás de la ya nombrada Loca People.

## Vídeo musical
El vídeo musical fue puesto en libertad en YouTube en diciembre de 2011, mucho antes de que saliera la canción, y muestra mujeres que deciden dar una fiesta. En total, el vídeo dura 4 minutos y 15 segundos.

## Lista de las pistas
Descarga digital
1. "Paso (The Nini Anthem)" [Radio Edit] – 3:17
2. "Paso (The Nini Anthem)" [Extended Version] - 4:02
3. "Paso (The Nini Anthem)" [Clean Radio Edit] - 3:18

UK Digital EP download
1. "Paso (The Nini Anthem)" [UK Edit] - 2:35
2. "Paso (The Nini Anthem)" [Radio Edit] – 3:17
3. "Paso (The Nini Anthem)" [Extended Mix] - 4:02
4. "Paso (The Nini Anthem)" [Kat Krazy Radio Edit] - 3:08
5. "Paso (The Nini Anthem)" [Kat Krazy Mix] - 4:21
6. "Paso (The Nini Anthem)" [XNRG Mix] - 4:37

## Posicionamiento en listas
| Lista (2012)                    | Mejor posición |
| ------------------------------- | -------------- |
| Alemania (Media Control AG)     | 66             |
| Austria (Ö3 Austria Top 40)     | 45             |
| Bulgaria (Singles Top 40)       | 38             |
| República Checa (Rádio Top 100) | 34             |